# Fraktion der Freien Demokraten
Die Fraktion der Freien Demokraten (auch FDP-Bundestagsfraktion) war die Fraktion der Freien Demokratischen Partei (FDP) im Deutschen Bundestag. Sie befindet sich aktuell in der Liquidation, nachdem die Partei nach der Bundestagswahl 2025 aus dem Bundestag ausschied. Die FDP war von 1949 bis 2013 und von 2017 bis 2025 in Fraktionsstärke im Bundestag vertreten.

## Fraktionsvorsitzende
Anmerkungen: Soweit ein Vorsitzender nach einer Bundestagswahl von der neuen Bundestagsfraktion wiedergewählt wurde, ist jeweils eine ununterbrochene Amtszeit angegeben. Als Beginn der Amtszeit wird bei Wolfgang Gerhardt und Christian Lindner nicht der Zeitpunkt der Wahl, sondern der Antritt des Amtes mit Konstituierung des Bundestags verstanden.

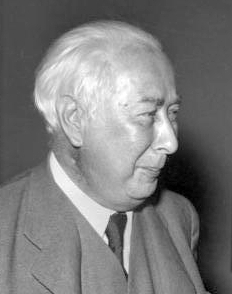
Theodor Heuss 4. September 1949– 12. September 1949
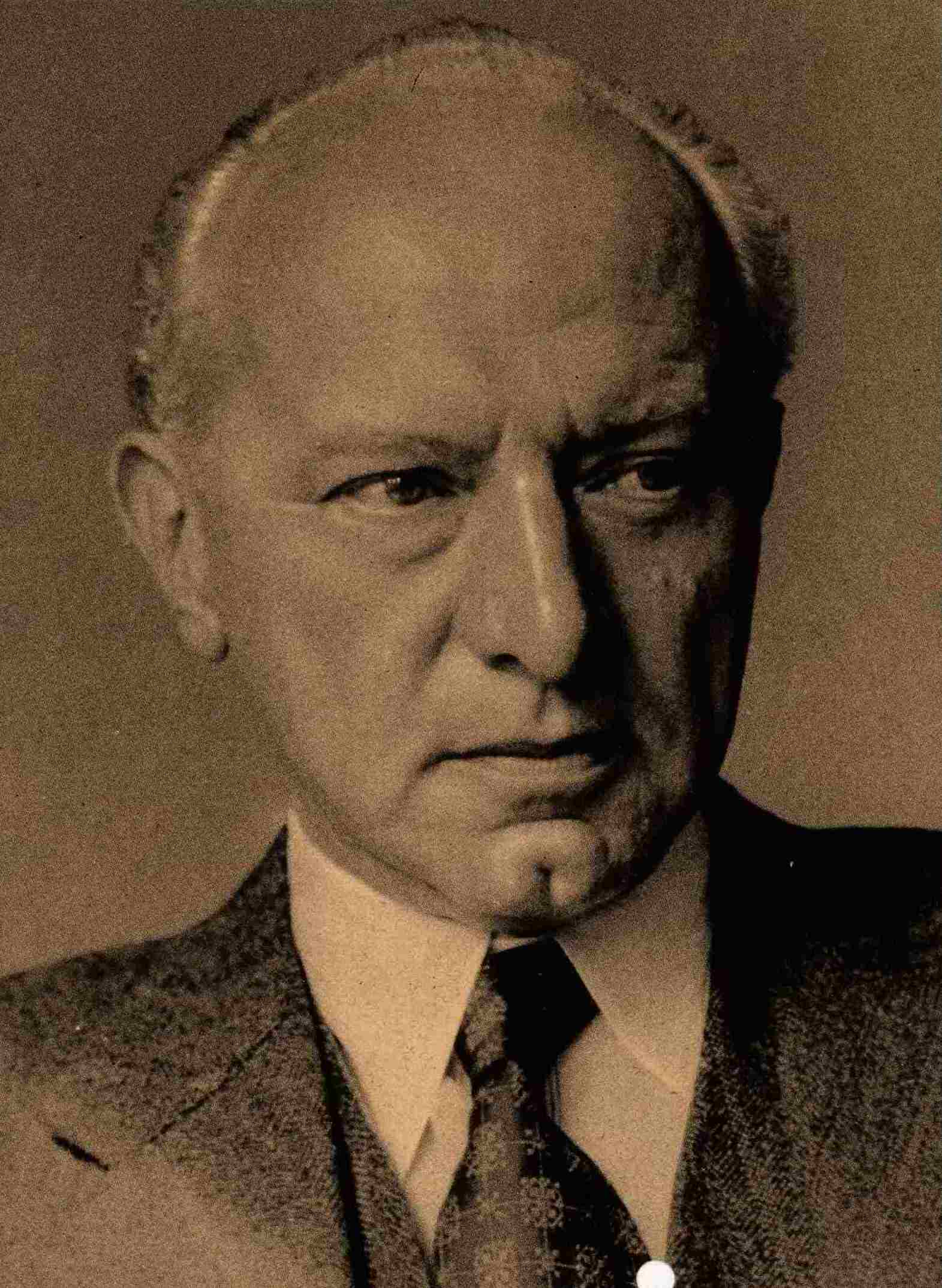
Hermann Schäfer 12. September 1949– 10. Januar 1951
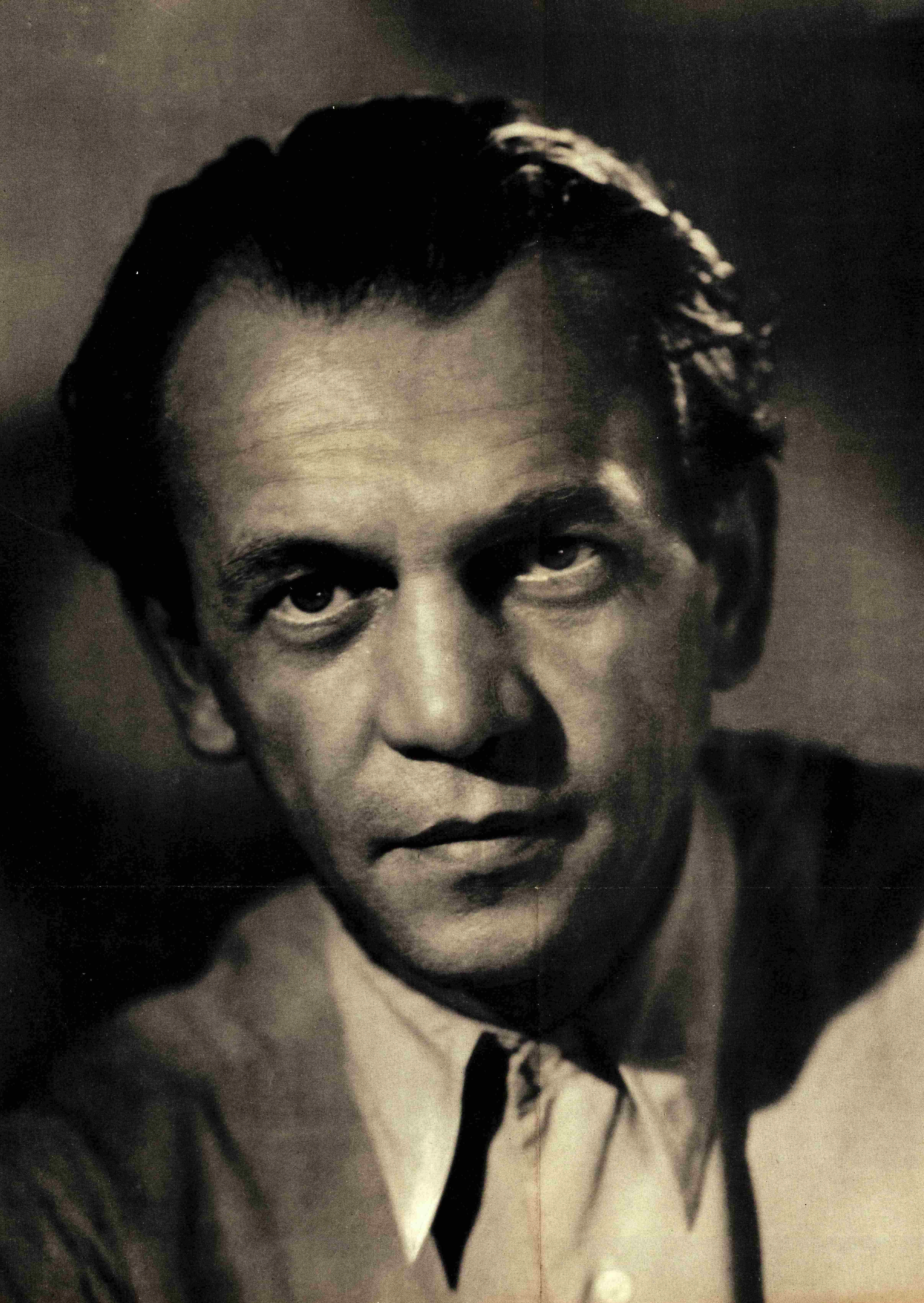
August-Martin Euler 10. Januar 1951– 6. Mai 1952
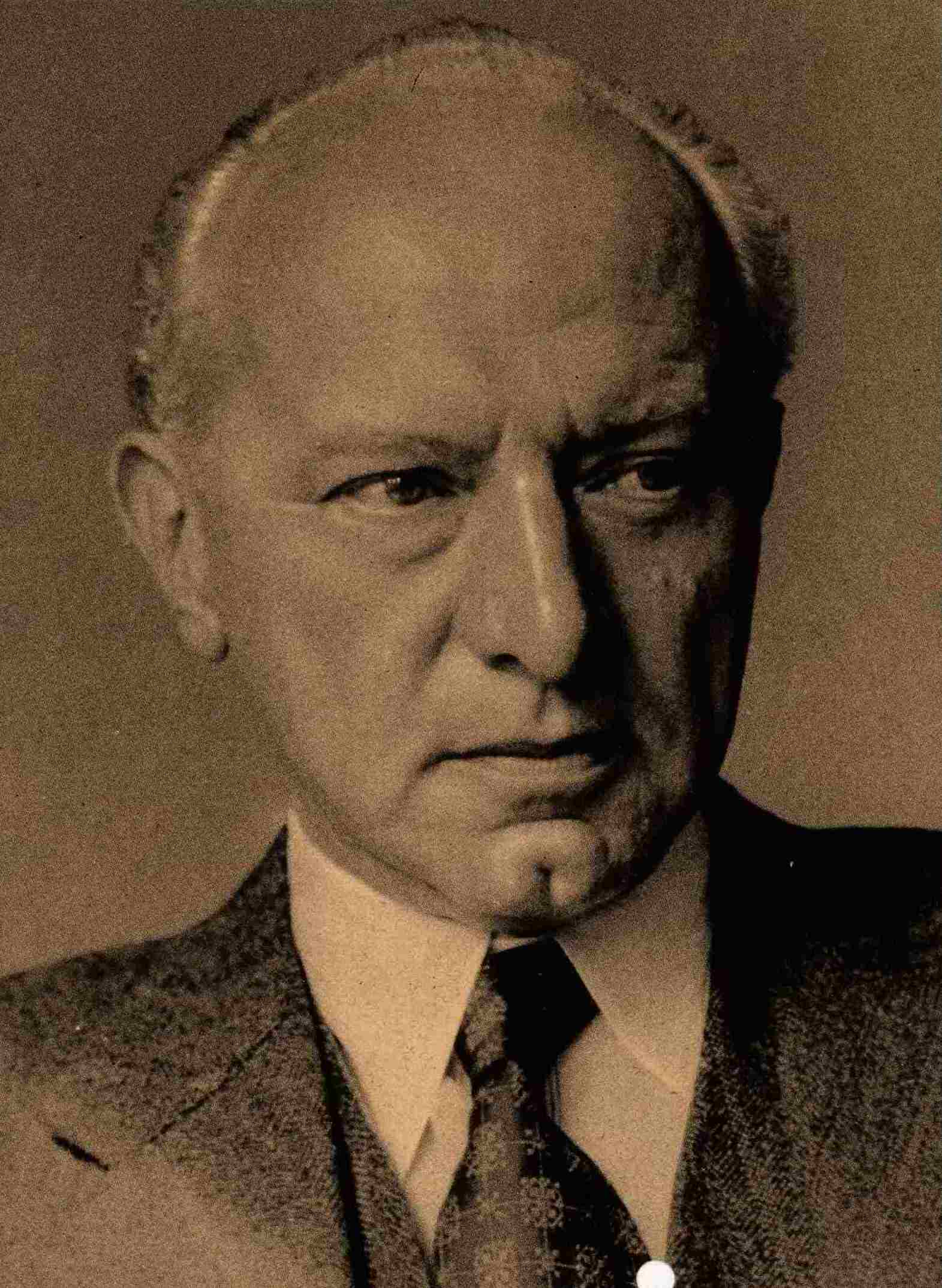
Hermann Schäfer 6. Mai 1952– 20. Oktober 1953
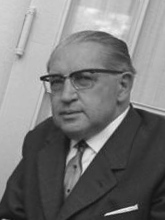
Thomas Dehler 20. Oktober 1953 – 8. Januar 1957
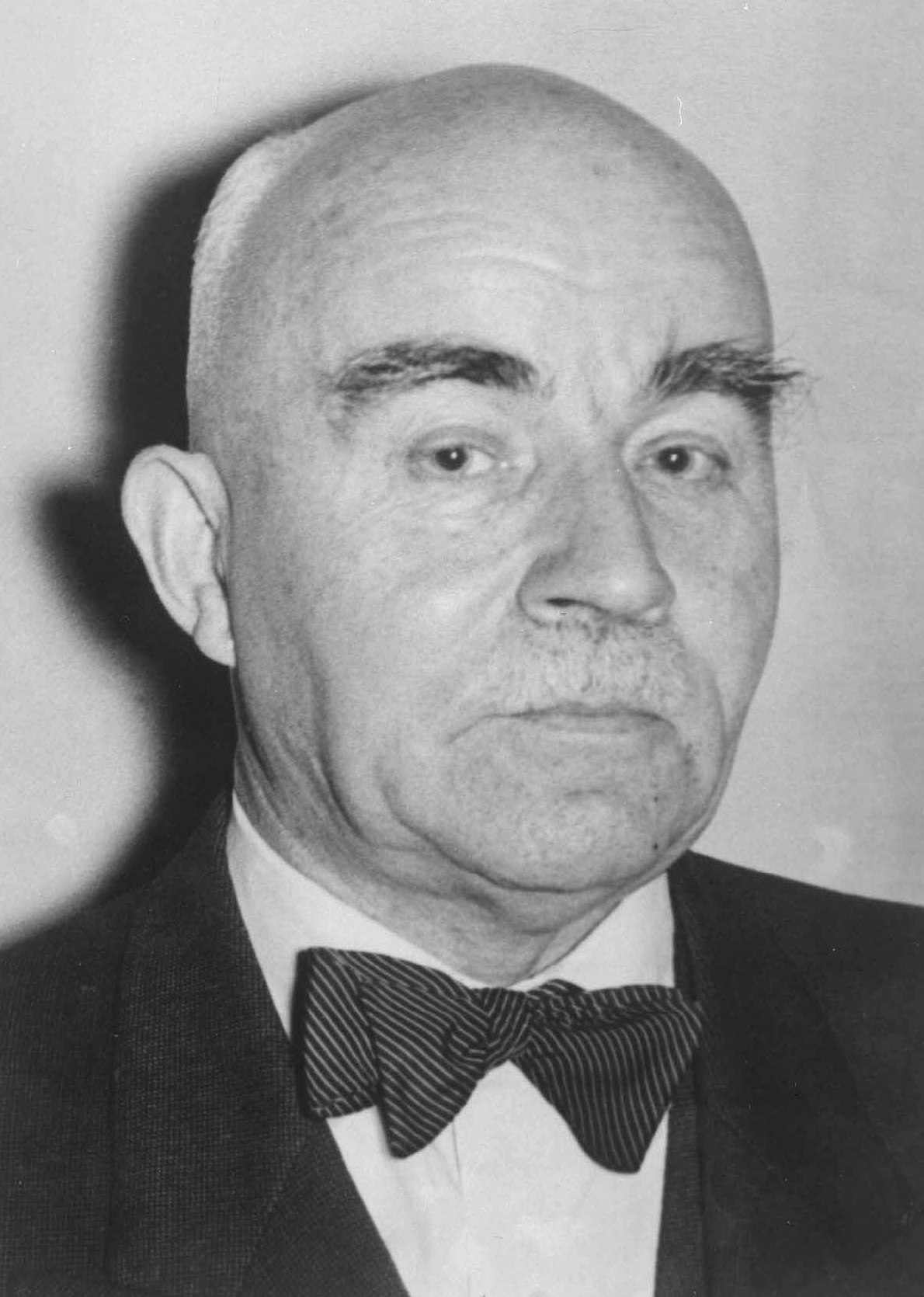
Max Becker 8. Januar 1957– 12. November 1957
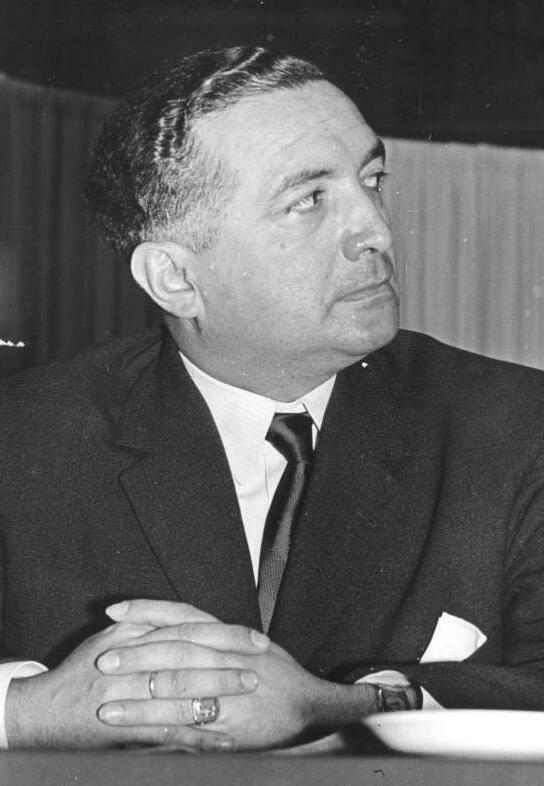
Erich Mende 12. November 1957 – 22. Oktober 1963
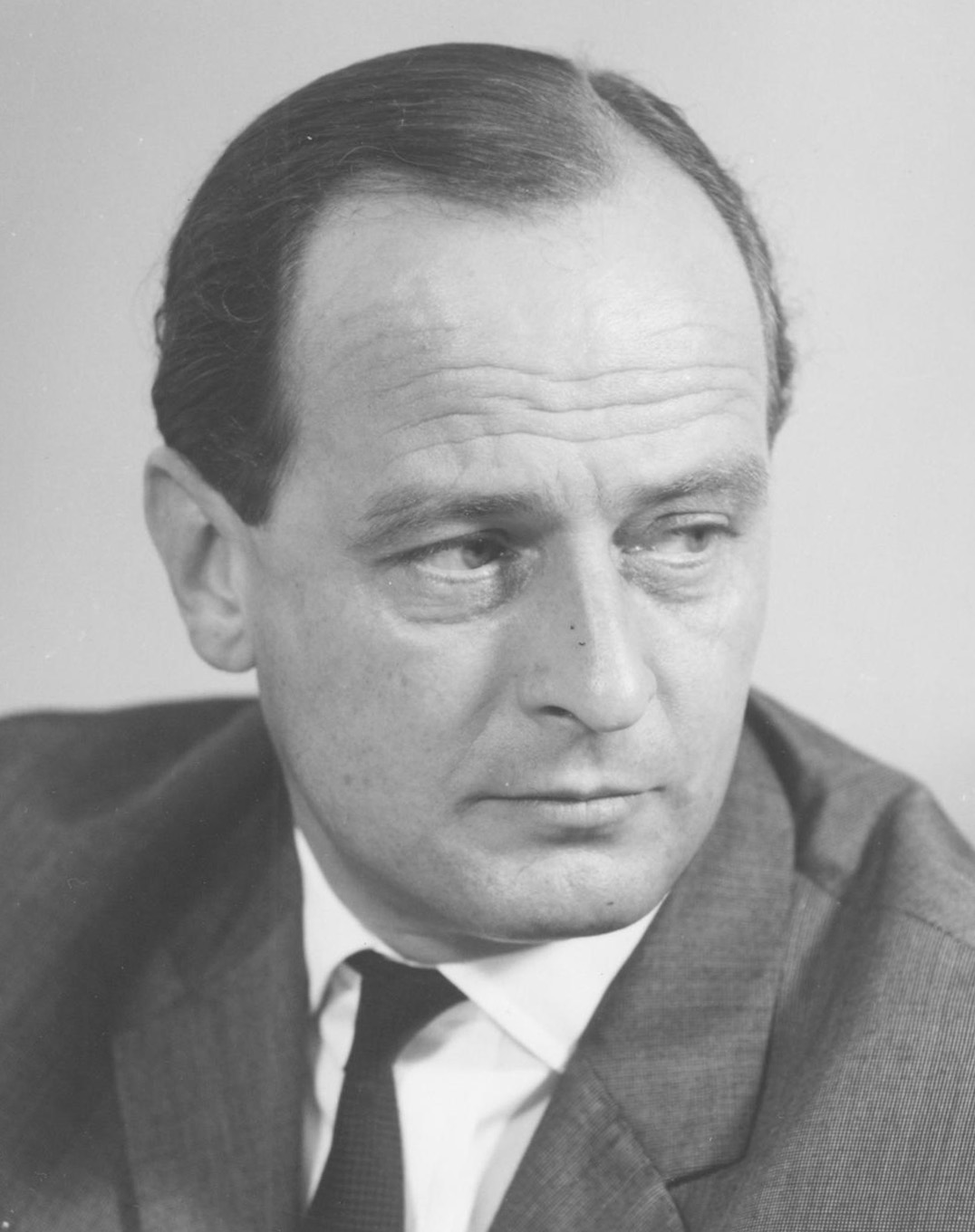
Knut von Kühlmann-Stumm 5. November 1963– 23. Januar 1968
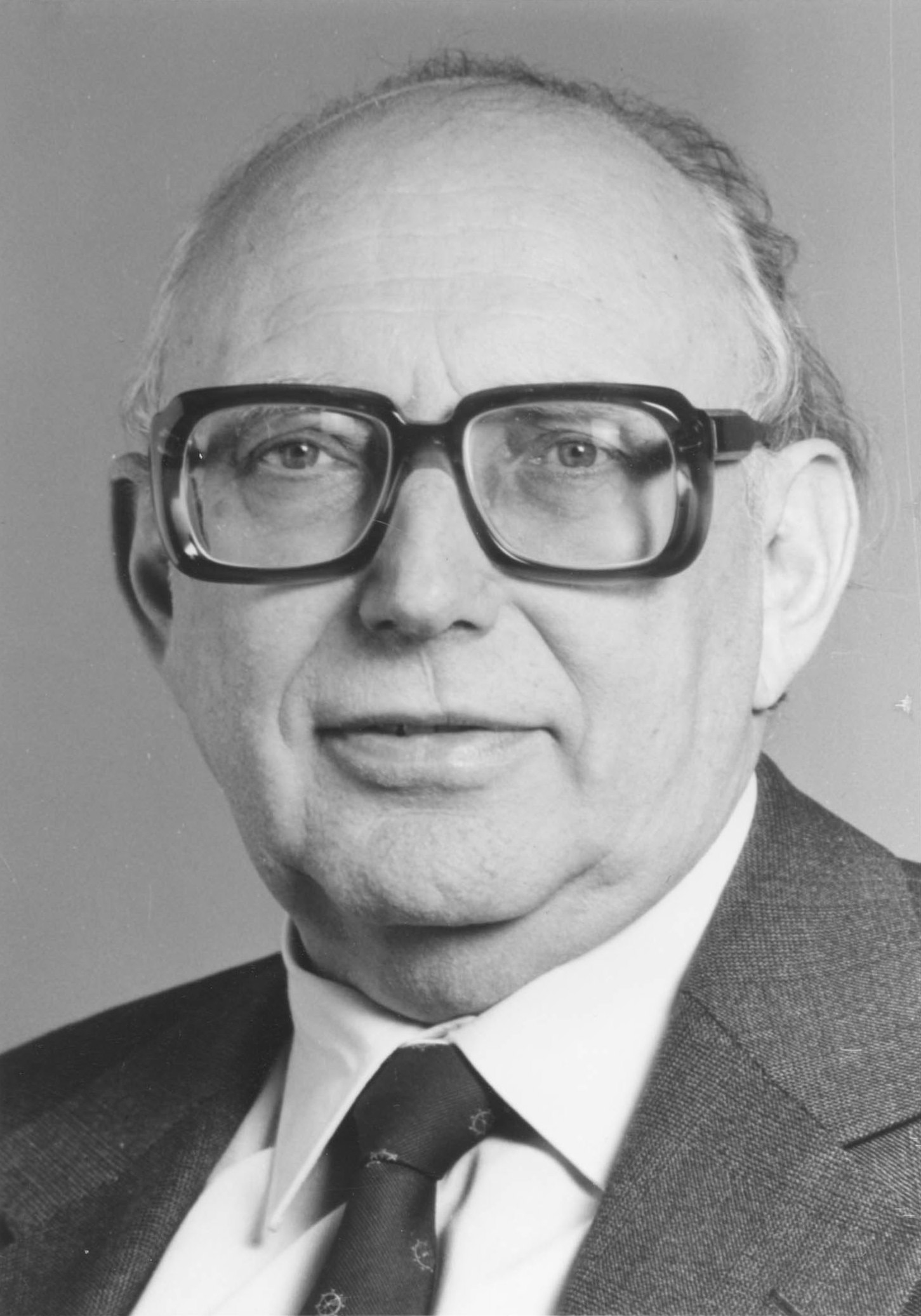
Wolfgang Mischnick 23. Januar 1968 – 15. Januar 1991
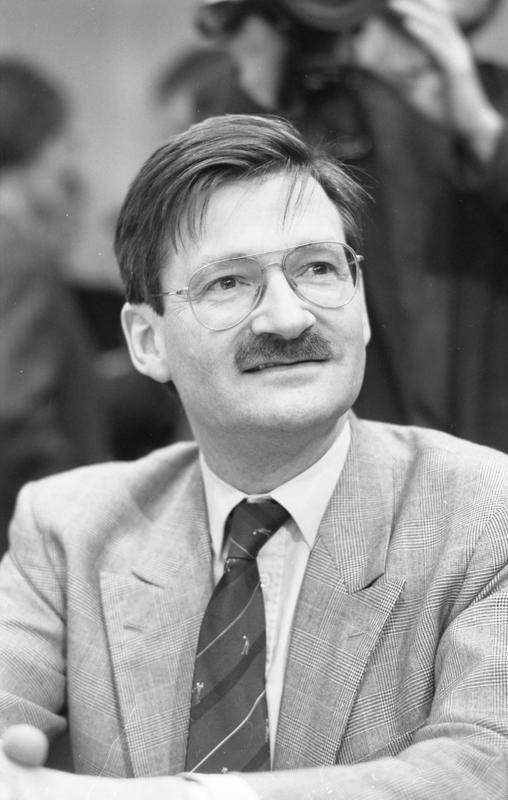
Hermann Otto Solms 15. Januar 1991– 26. Oktober 1998
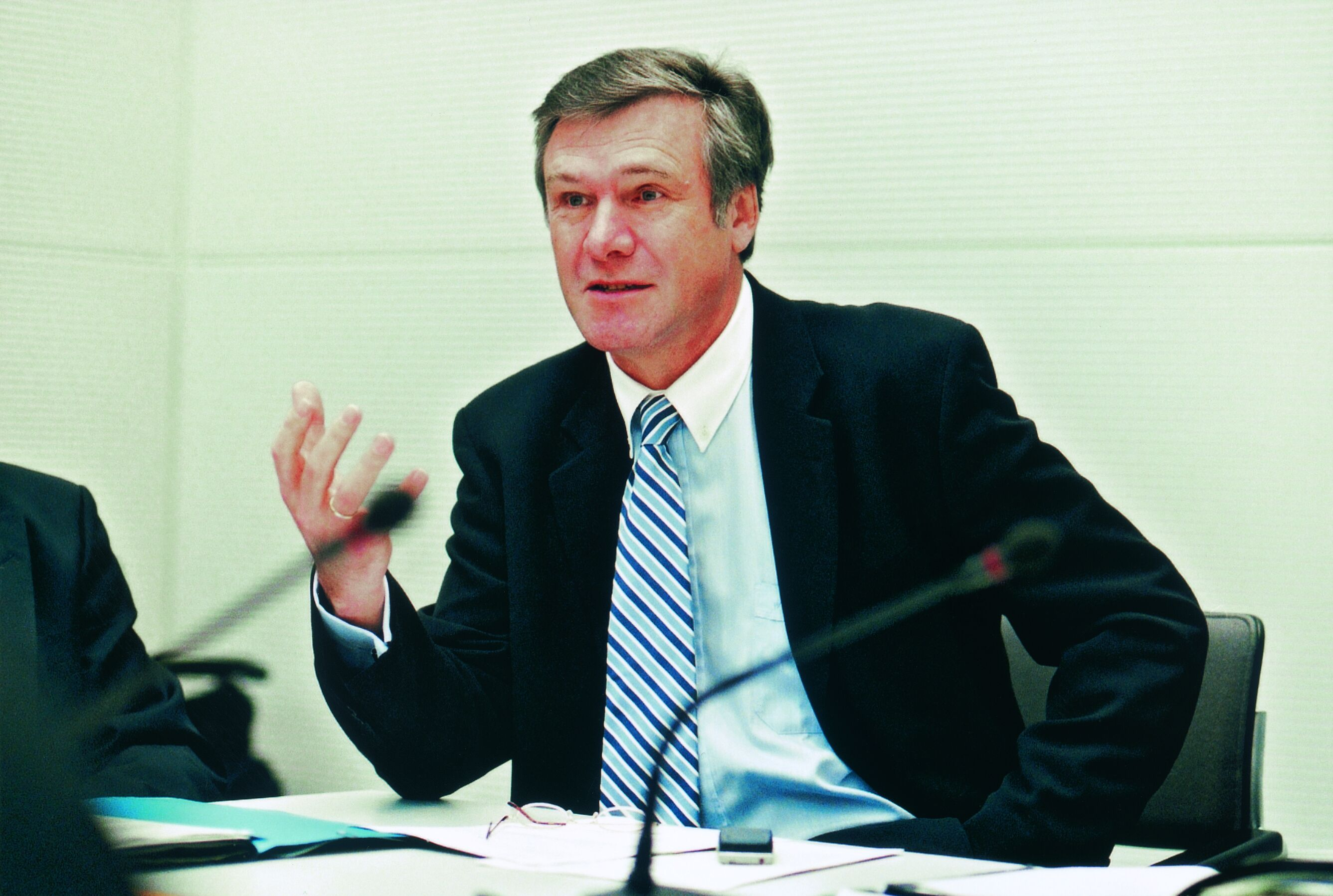
Wolfgang Gerhardt 26. Oktober 1998– 30. April 2006
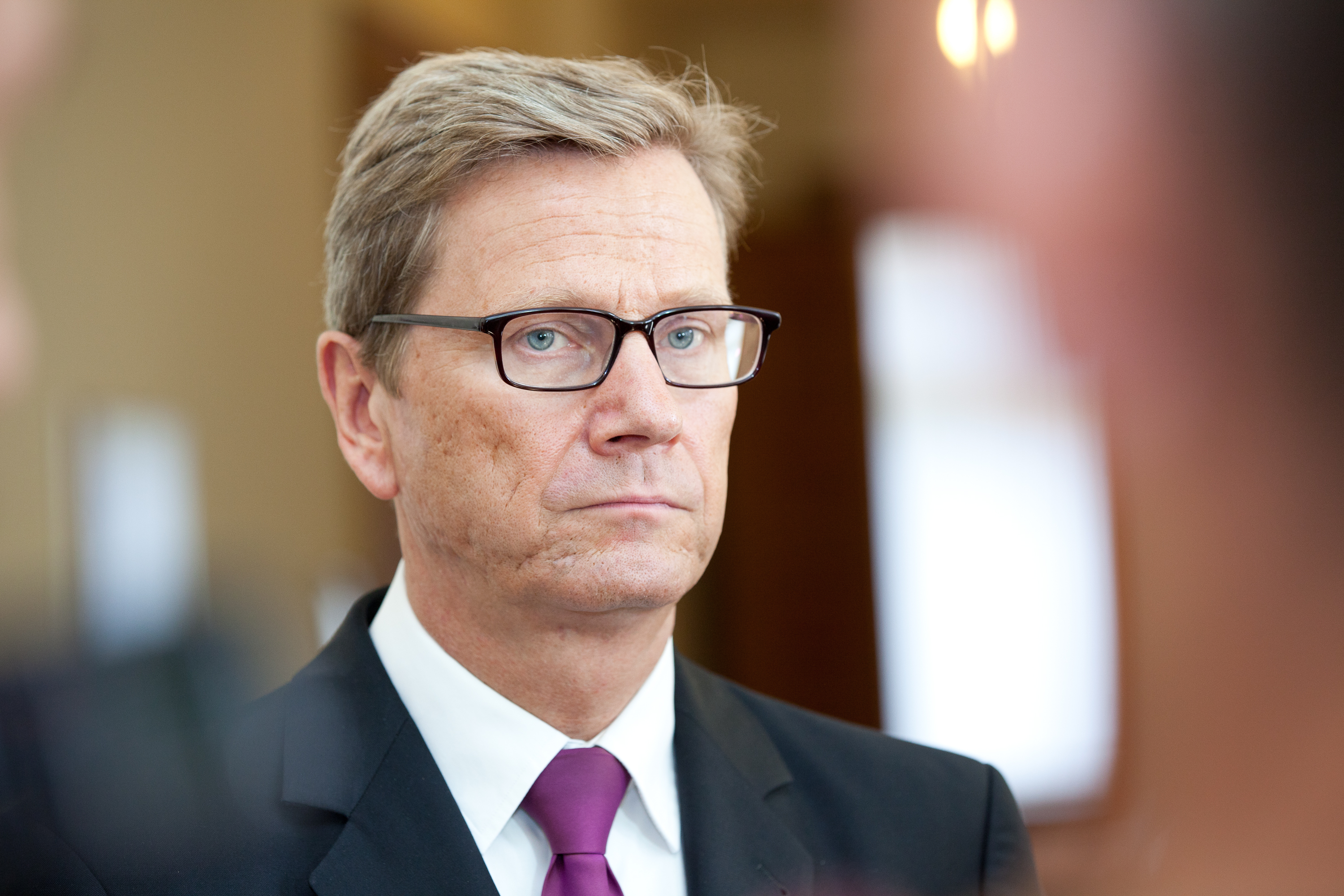
Guido Westerwelle 1. Mai 2006– 25. Oktober 2009
Birgit Homburger 25. Oktober 2009– 12. Mai 2011
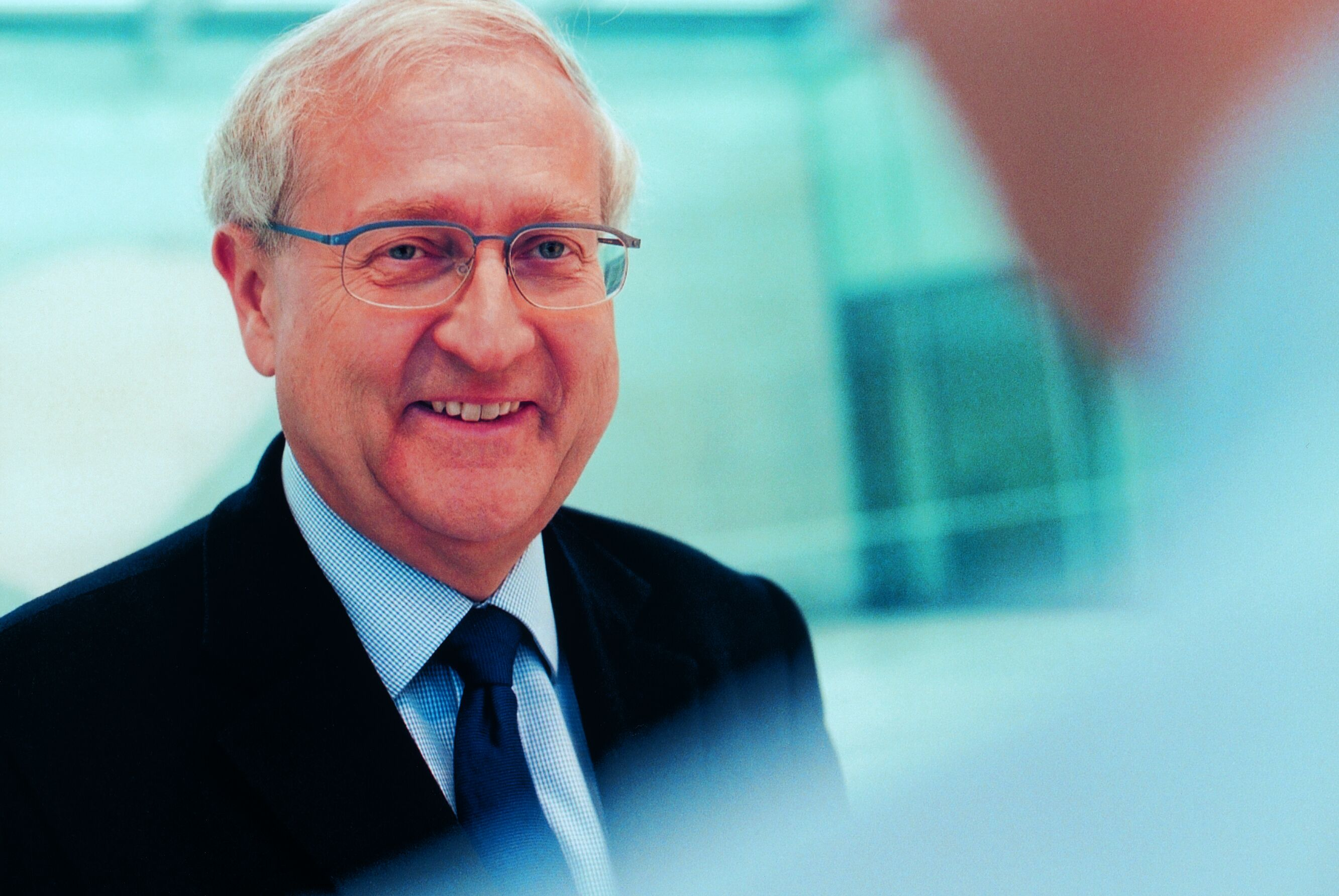
Rainer Brüderle 12. Mai 2011– 22. Oktober 2013
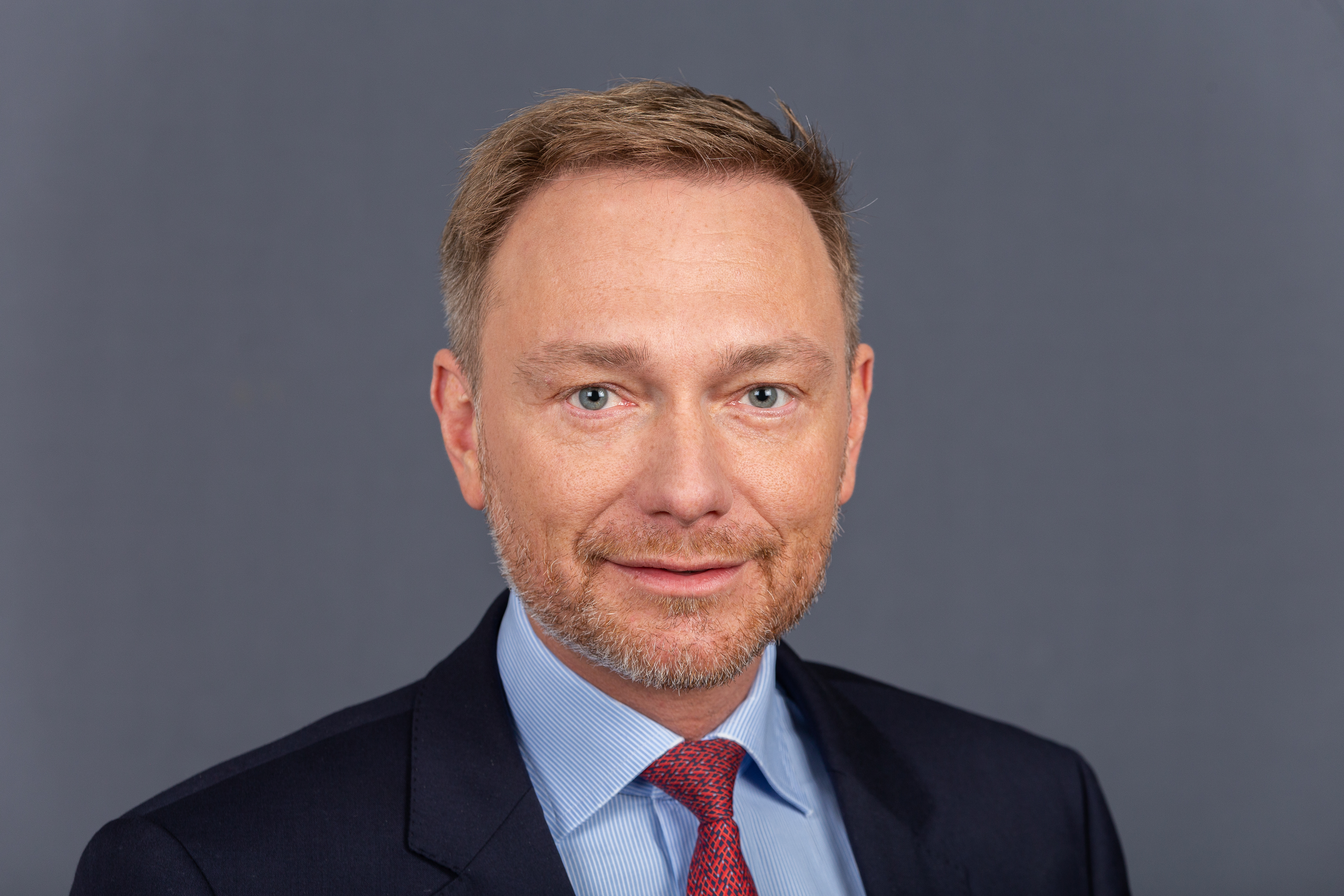
Christian Lindner 24. Oktober 2017– 7. Dezember 2021
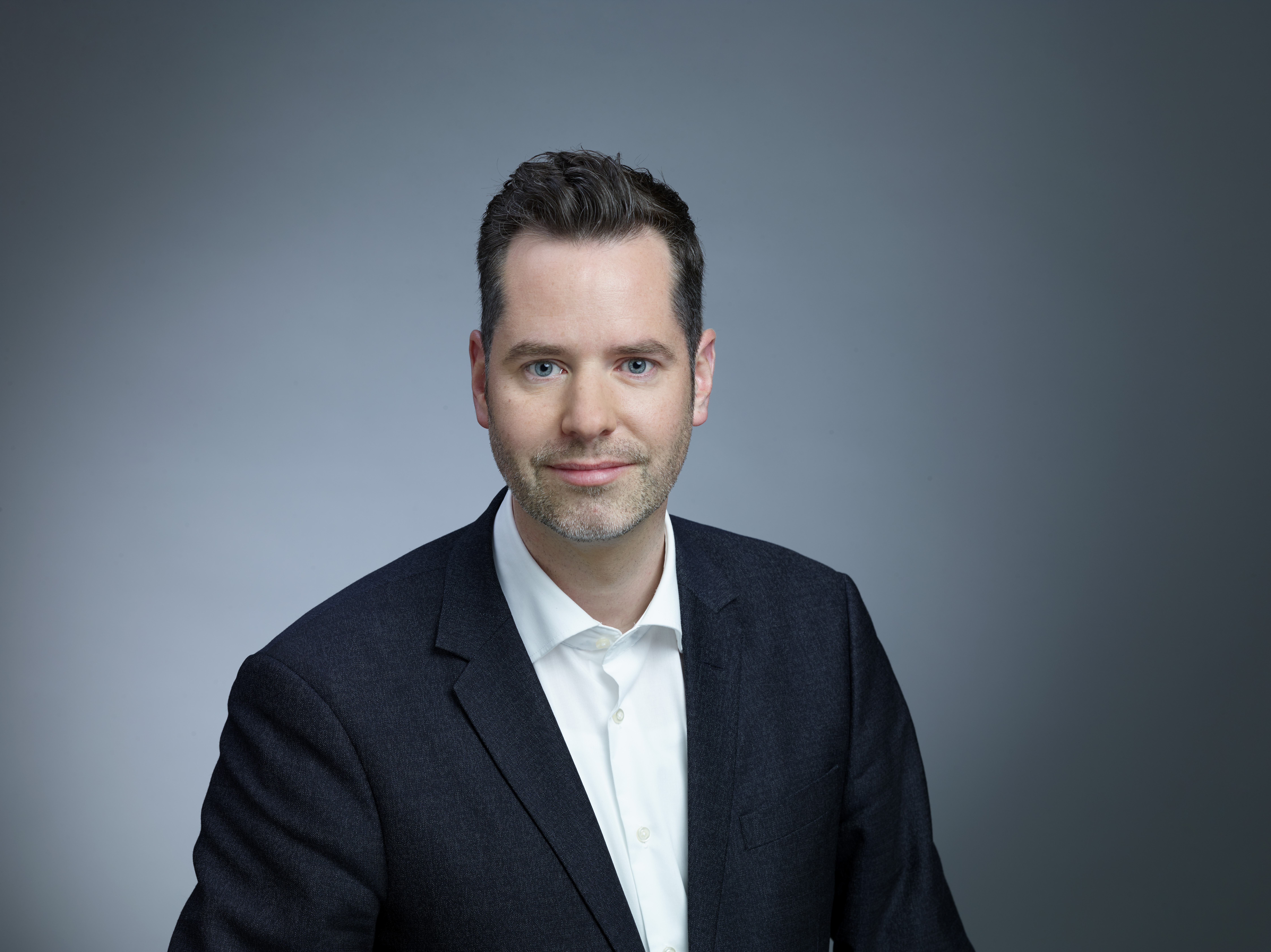
Christian Dürr 7. Dezember 2021– 25. März 2025

## Letzte Fraktion (20. Wahlperiode)
Der letzten Fraktion gehörten zu Beginn der 20. Wahlperiode 92 Abgeordnete an.

### Fraktionsvorstand
| Name                        | Position Anm. 1                                                                      |
| --------------------------- | ------------------------------------------------------------------------------------ |
| Christian Dürr              | Fraktionsvorsitzender                                                                |
| Gyde Jensen                 | Stellvertretende Fraktionsvorsitzende (AK „Weltbeste Bildung für jeden“)             |
| Lukas Köhler                | Stellvertretender Fraktionsvorsitzender (AK „Vorankommen durch eigene Leistung“)     |
| Konstantin Kuhle            | Stellvertretender Fraktionsvorsitzender (AK „Selbstbestimmung in allen Lebenslagen“) |
| Michael Georg Link          | Stellvertretender Fraktionsvorsitzender (AK „Freiheit und Menschenrechte weltweit“)  |
| Christoph Meyer             | Stellvertretender Fraktionsvorsitzender (AK „Politik, die rechnen kann“)             |
| Carina Konrad               | Stellvertretende Fraktionsvorsitzende (AK „Nachhaltigkeit durch Innovation“)         |
| Johannes Vogel              | Erster Parlamentarischer Geschäftsführer                                             |
| Christine Aschenberg-Dugnus | Parlamentarische Geschäftsführerin (Organisation)                                    |
| Torsten Herbst              | Parlamentarischer Geschäftsführer (Personal)                                         |
| Stephan Thomae              | Parlamentarischer Geschäftsführer (Finanzen)                                         |
| Wolfgang Kubicki            | Vizepräsident des Bundestages (kooptiert)                                            |

### Fachpolitische Sprecher
| Bereich                                       | Name                     |
| --------------------------------------------- | ------------------------ |
| AK I: Weltbeste Bildung für jeden             |                          |
| Bildungspolitik                               | Ria Schröder             |
| Forschung, Technologie und Innovation         | Stephan Seiter           |
| Familienpolitik                               | Matthias Seestern-Pauly  |
| Frauenpolitik und Diversity                   | Nicole Bauer             |
| Kulturpolitik                                 | Anikó Glogowski-Merten   |
| Medienpolitik                                 | Thomas Hacker            |
| AK II: Vorankommen durch eigene Leistung      |                          |
| Arbeitsmarkt- und Sozialpolitik               | Pascal Kober             |
| Bürgergeld                                    | Jens Teutrine            |
| Energiepolitik                                | Michael Kruse            |
| Handwerkspolitik                              | Manfred Todtenhausen     |
| Klimapolitik                                  | Olaf in der Beek         |
| Maritime Wirtschaft                           | Hagen Reinhold           |
| Mittelstand und Freihandel                    | Carl-Julius Cronenberg   |
| Teilhabepolitik                               | Jens Beeck               |
| Tourismuspolitik                              | Nico Tippelt             |
| Wirtschaftspolitik                            | Reinhard Houben          |
| AK III: Selbstbestimmung in allen Lebenslagen |                          |
| Innenpolitik                                  | Manuel Höferlin          |
| LSBTI                                         | Jürgen Lenders           |
| Petitionen                                    | Manfred Todtenhausen     |
| Rechtspolitik                                 | Katrin Helling-Plahr     |
| Gesundheitspolitik                            | Andrew Ullmann           |
| Pflegepolitik                                 | Nicole Westig            |
| Sucht- und Drogenpolitik                      | Kristine Lütke           |
| Religionspolitik                              | Sandra Bubendorfer-Licht |
| Sportpolitik                                  | Philipp Hartewig         |
| AK IV: Menschenrechte und Freiheit weltweit   |                          |
| Außenpolitik                                  | Ulrich Lechte            |
| Entwicklungspolitik                           | Till Mansmann            |
| Europapolitik                                 | Michael Link             |
| Menschenrechte und humanitäre Hilfe           | Peter Heidt              |
| Verteidigungspolitik                          | Alexander Müller         |
| Wehrtechnik und Beschaffungswesen             | Alexander Müller         |
| AK V: Politik, die rechnen kann               |                          |
| Finanzpolitik                                 | Markus Herbrand          |
| Haushaltspolitik                              | Otto Fricke              |
| AK VI: Nachhaltigkeit durch Innovation        |                          |
| Bau- und Wohnpolitik                          | Daniel Föst              |
| Digitalpolitik                                | Maximilian Funke-Kaiser  |
| FinTech- und Blockchain-Innovationen          | Frank Schäffler          |
| Forst- und Jagdpolitik                        | Karlheinz Busen          |
| Kommunalpolitik                               | Rainer Semet             |
| Landwirtschaftspolitik                        | Gero Hocker              |
| Umwelt- und Verbraucherschutz                 | Judith Skudelny          |
| Verkehrspolitik                               | Bernd Reuther            |